# Oare (Kent)
Pour les articles homonymes, voir Oare.
Oare est une paroisse civile et un village du Kent, en Angleterre.